# Eat, Sleep, Rave, Repeat
Eat, Sleep, Rave, Repeat est un single du disc-jockey britannique Fatboy Slim et de Riva Starr, également britannique, d'origine italienne, accompagnés du beatboxeur Beardyman pour les paroles. Sorti le 20 juin 2013, le single connaît le succès à la fin de l’année 2013 grâce notamment à son remix par Calvin Harris, atteignant la 3e place du UK Singles Chart la semaine du 9 novembre 2013.
Grâce à ce titre, Fatboy Slim retrouve le top 10 charts britanniques qu'il n'avait plus atteint depuis 2001 avec ses titres Star 69 et Weapon of Choice.
Un second remix par Dimitri Vegas & Like Mike et Ummet Ozcan est sorti le 23 décembre 2013.

## Pistes
| 1. | Eat, Sleep, Rave, Repeat (Calvin Harris Remix) | 4:45 |

| 1. | Eat, Sleep, Rave, Repeat (Calvin Harris Remix Edit) | 2:48 |
| 2. | Eat, Sleep, Rave, Repeat                            | 5:26 |
| 3. | Eat, Sleep, Rave, Repeat (clean version)            | 5:26 |
| 4. | Eat, Sleep, Rave, Repeat (a cappella)               | 5:11 |

| 1. | Eat, Sleep, Rave, Repeat (Dimitri Vegas, Like Mike & Ummet Ozcan Tomorrowland Remix) | 5:00 |

## Classement hebdomadaire
| Classement (2013)                       | Meilleure position |
| --------------------------------------- | ------------------ |
| Belgique (Flandre Ultratop 50 Singles)  | 26                 |
| Belgique (Wallonie Ultratop 50 Singles) | 24                 |
| Irlande (IRMA)                          | 18                 |
| Pays-Bas (Nederlandse Top 40)           | 8                  |
| Écosse (OCC)                            | 1                  |
| Royaume-Uni (UK Dance Chart)            | 1                  |
| Royaume-Uni (UK Singles Chart)          | 3                  |